# Mouloudia sportif populaire de Batna
Pour les articles homonymes, voir Mouloudia (homonymie).
Maillots
Actualités
Dernière mise à jour : 29 mars 2024.
Le Mouloudia Sportif Populaire de Batna (en arabe : المولودية الرياضية الشعبية لباتنة; en berbère : ⵎⵓⵍⵓⴷⵉⵢⴰ ⵡⴰⴷⴷⴰⵍ ⴰⵖⴻⵔⴼⴰⵏ ⵏ ⵜⴱⴰⵜⵏⵜ), couramment abrégé en MSP Batna ou encore en MSPB, est un club algérien de football fondé en 1962 et basé à Batna.
Le MSP Batna évolue actuellement en DNA, le club a évolué lors du premier championnat en Algérie après l'indépendance saisons 1964-65, ainsi que la suivante 1965-66 qu'il l'a quitté depuis jusqu'à ce jour. Il rejoint la 1re division pour la saison 2008-09.

## Histoire
Le Mouloudia Sportif Populaire de Batna a remplacé le club AS Batna fondé en 1905.

## Bilan sportif

### Palmarès
| Compétitions nationales                                                                                                  | Compétitions de jeunes                                                              |
| --- | ----------------------------------------------------------------------------------- |
| - Ligue 1 : - Vice-champion : 1964-65. - Coupe d'Algérie : - Finaliste : 1988-89. - Ligue 2 : - Vice-champion : 2007-08. | Junior - Coupe d'Algérie Junior (1) : - Vainqueur : 1965-66. - Finaliste : 2003-04. |

### Classement en championnat d'Algérie par année
Le MSP Batna est une équipe très rusée en D2 algérienne, car elle a joué plus de 40 saisons dans ce palier. Mais en 2016, une relégation historique en D4 a eu lieu, ce qui constitue une première dans l'histoire du club.[pas clair]
- 1962-63 : C-H Gr. Est, 4e
- 1963-64 : D-H Gr. Est 4e
- 1964-65 : D1, 2e
- 1965-66 : D1, 13e
- 1966-67 : D2, Gr Est 3e
- 1967-68 : D2, Gr Est 8e
- 1968-69 : D2, Gr Est 8e
- 1969-70 : D2, Gr Centre-Est 2e
- 1970-71 : D2, Gr Centre-Est 8e
- 1971-72 : D2, Gr. Est ?e
- 1972-73 : D2, Gr. Est ?e
- 1973-74 : D2, Gr. Est 10e
- 1974-75 : D2, Gr. Est ?e
- 1975-76 : D2, Gr. Est 13e
- 1976-77 : D2, Gr. Est ?e
- 1977-78 : D2, Gr. Est ?e
- 1978-79 : D3, ?e
- 1979-80 : D3, Gr. Est ?e
- 1980-81 : D3, Gr. Est ?e
- 1981-82 : D3, Gr. Est 1er
- 1982-83 : D2, Gr Centre-Est 10e
- 1983-84 : D2, Gr Centre-Est 5e
- 1984-85 : D2, Gr Est 5e
- 1985-86 : D2, Gr Est 5e
- 1986-87 : D2, Gr Est ?e
- 1987-88 : D2, Gr Est 2e
- 1988-89 : D2, 7e
- 1989-90 : D2, 3e
- 1990-91 : D2, 8e
- 1991-92 : D2, Gr. Est 4e
- 1992-93 : D2, Gr. Est 2e
- 1993-94 : D2, Gr. Est 3e
- 1994-95 : D2, Gr. Est 5e
- 1995-96 : D2, Gr. Est ?e
- 1996-97 : D2, Gr. Est 12e
- 1997-98 : D2, Gr. Est 12e
- 1998-99 : D2, Gr. Est
- 1999-00 : D3, Gr Est 1er
- 2000-01 : D2, Gr. Centre-Est, 5e
- 2001-02 : D2, Gr. Centre-Est, 5e
- 2002-03 : D2, Gr. Centre-Est, ?e
- 2003-04 : D2, Gr. Est, 7e
- 2004-05 : D3, Gr. Est, 1er
- 2005-06 : D2, 13e
- 2006-07 : D2, 13e
- 2007-08 : D2, 2e
- 2008-09 : D1, 14e
- 2009-10 : D1, 17e
- 2010-11 : Ligue 2, 8e
- 2011-12 : Ligue 2, 9e
- 2012-13 : Ligue 2, 13e
- 2013-14 : Ligue 2, 14e
- 2014-15 : D3, DNA Est, 7e
- 2015-16 : D3, DNA Est, 16e
- 2016-17 : D4, Inter-régions, Gr. est, 4e
- 2017-18 : D4, Inter-régions, Gr. est, 2e
- 2018-19 : D4, Inter-régions, Gr. est, 1er
- 2019-20 : DNA Est, 3e
- 2020-21 : Ligue 2 Est, 11e
- 2021-22 : Inter-régions Est, 4e
- 2022-23 : Inter-régions Est, 1re
- 2023-24 : Ligue 2 Centre-Est, 2e
- 2024-25 : Ligue 2 Centre-Est, ?e

### Parcours du MSP Batna en coupe d'Algérie
| Saison  | Tour           | Matchs                   | Résultats     |
| ------- | -------------- | ------------------------ | ------------- |
| 1962-63 | 1/16 finale    | USCanrobert (USChaouia ) | 0-2           |
| 1963-64 | 1/4 finale     | MC Alger                 | 2-0           |
| 1964-65 | 1/8 finale     | MC Alger                 | 1-0           |
| 1965-66 | 1/32 finale    | AS Khroub                | 2-0           |
| 1966-67 | 1/16 finale    | ES Sétif                 | 1-0           |
| 1967-68 | 1/32 finale    | JS Djijel                | 2-0           |
| 1968-69 | 1/16 finale    | CC Sig                   | 1-1 Corn 3-1  |
| 1969-70 | 1/8 finale     | JS Kabylie               | 3-2           |
| 1970-71 | 1/32 finale    | MO Constantine           | 2-1           |
| 1971-72 | 1/32 finale    | JBAC Annaba              | 0-0 t.a.b     |
| 1972-73 | 1/16 finale    | MC Alger                 | 2-1 a.p       |
| 1973-74 | ?              | ?                        | ?             |
| 1974-75 | 1/32 finale    | Red Star Annaba          | 3-1           |
| 1975-76 | ?              | ?                        | ?             |
| 1976-77 | 1/32 finale    | ES Collo                 | 1-0           |
| 1977-78 | 1/16 finale    | ES Sétif                 | 5-2           |
| 1978-79 | ?              | ?                        | ?             |
| 1979-80 | ?              | ?                        | ?             |
| 1980-81 | ?              | ?                        | ?             |
| 1981-82 | ?              | ?                        | ?             |
| 1982-83 | 1/16 finale    | ISM Aïn Beida            | 0-0 t.a.b     |
| 1983-84 | ?              | ?                        | ?             |
| 1984-85 | 1/4 finale     | CRE Constantine          | 2-1           |
| 1985-86 | 3e T.R         | US Chaouia               | 0-0 t.a.b 5-4 |
| 1986-87 | ?e T.R         | ?                        | ?             |
| 1987-88 | 1/16 finale    | USM Ain Beida            | 0-0 t.a.b     |
| 1988-89 | Finaliste      | ES Sétif                 | 1-0           |
| 1989-90 | N.J            | N.J                      | N.J           |
| 1990-91 | 1/32 finale    | CRB El Harrouch          | 2-2 t.a.b 4-3 |
| 1991-92 | 1/32 finale    | USM Sétif                | ?             |
| 1992-93 | N.J            | N.J                      | N.J           |
| 1993-94 | 1/32 finale    | WB Skikda                | 0-0 t.a.b     |
| 1994-95 | 1/64 finale    | NRB Oued El-Ma           | 3-1           |
| 1995-96 | 1/32 finale    | MC Saida                 | 2-1           |
| 1996-97 | 1/32 finale    | CRB Ain Sefra            | 3-0*          |
| 1997-98 | ?e T.R         | ?                        | ?             |
| 1998-99 | ?e T.R         | ?                        | ?             |
| 1999-00 | 1/32 finale    | USM Blida                | 1-0           |
| 2000-01 | 1/4 finale     | GC Mascara               | 1-0           |
| 2001-02 | 1/16 finale    | CRB Mila                 | 1-0           |
| 2002-03 | 1/32 finale    | JSM Bejaia               | 3-1           |
| 2003-04 | 1/32 finale    | USM Blida                | 2-1 a.p       |
| 2004-05 | 1/32 finale    | ES Mostaganem            | 3-2           |
| 2005-06 | 1/32 finale    | WA Tlemcen               | 3-2 a.p       |
| 2006-07 | 1/16 finale    | JSM Bejaia               | 1-0           |
| 2007-08 | 1/32 finale    | RC Kouba                 | 1-0           |
| 2008-09 | 1/32 finale    | IRB Maghnia              | 1-1 t.a.b     |
| 2009-10 | 1/32 finale    | ES Mostaganem            | 1-0           |
| 2010-11 | 1/64 finale    | USF Bordj Bou Arréridj   | t.a.b         |
| 2011-12 | 1/32 finale    | JS Kabylie               | 1-0           |
| 2012-13 | 1/32 finale    | WA Tlemcen               | 1-0           |
| 2013-14 | 1/16 finale    | US Beni Douala           | 1-1 t.a.b 3-2 |
| 2014-15 | 1/32 finale    | RC Arba                  | 1-0           |
| 2015-16 | 1/64 finale    | CRB Kais                 | 2-1           |
| 2016-17 | 4e T.R         | A Bou Saâda              | 2-0           |
| 2017-18 | 3e T.R         | NRC Bodjelbana           | 1-1 t.a.b     |
| 2018-19 | 1/32 finale    | CRM Bouguirat            | 1-1 t.a.b 4-1 |
| 2019-20 | 1/16 finale    | ES Guelma                | 2-1           |
| 2020-21 | Covid - 19     | Non Joué                 | NJ            |
| 2021-22 | Covid - 19     | Non Joué                 | NJ            |
| 2022-23 | 1/32 de finale | MC El Bayadh             | 1-2           |
| 2023-24 | DTR            | CA Batna                 | 2-2 ap ( tab) |

## Identité du club

### Logos

Ancien logo du club
Logo actuel du club

### Joueurs emblématiques
- Hamma Melakhsou
- Rabah Saâdane

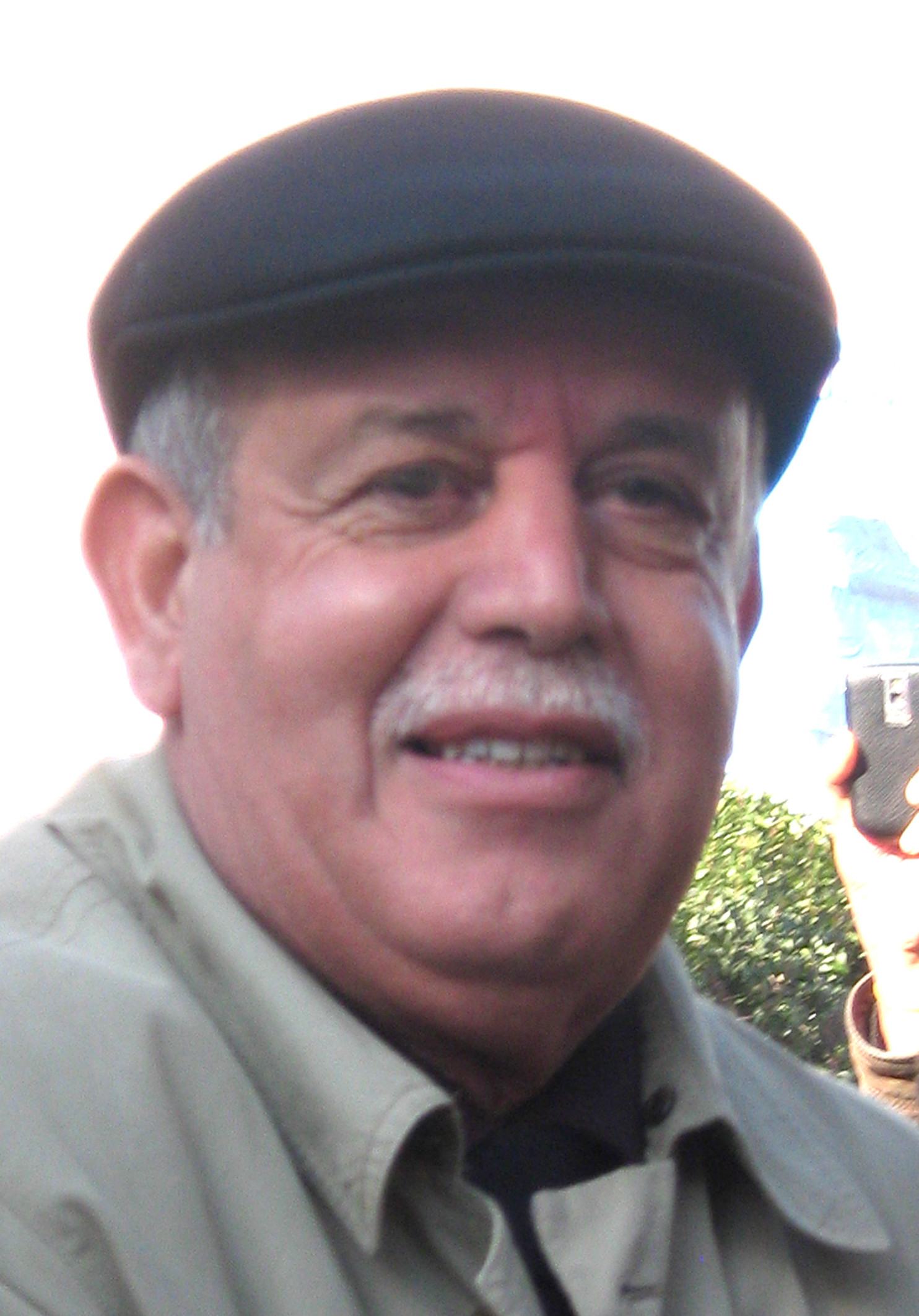
Saâdane, ancien joueur du club.

## Sponsors
- APC de Batna

### Amitié et rivalité

#### Clubs rivals
- CA Batna

#### Clubs amis
- MC Alger
- USM Harrach